# 天然女子高物語
『天然女子高物語』（てんねんじょしこうものがたり）は門井亜矢作の4コマ漫画で芳文社「まんがタイムきらら」創刊号（まんがホーム2002年7月号増刊）から雑誌の移籍を経て「まんがタイムきららMAX」2010年5月号まで連載、全3巻。2006年4月にドラマCDも発売されている。

## 概要
タイトル通り、門井亜矢お得意の女子高生漫画。ギャグ要素が強い。
舞台としては数種類あるようだが、最近は都内の中央線区間の駅名を苗字にした登場人物の方に固定化されている。

## 単行本
1. 第1巻 （2006年2月27日発行、ISBN 4-8322-7564-X）
2. 第2巻 （2008年3月27日発行、ISBN 978-4-8322-7687-1）
3. 第3巻 （2010年4月27日発行、ISBN 978-4-8322-7906-3）

## ドラマCD
- 天然女子高物語 ドラマCD feat.Aice5（KICA-787、KING RECORDS）

キャスト
- 中野ちとせ - 堀江由衣
- 高円寺咲 - たかはし智秋
- 四谷桜子 - 木村まどか
- 阿佐ヶ谷小梅 - 浅野真澄
- 三鷹美美 - 神田朱未